# Smernice za oftalmologe u pandemiji kovida 19
Smernice za oftalmologe u pandemiji kovida 19 specifični su saveti i preporuke koja je 2020. objavila Američka akademija za oftalmologiju (AAO), kako bi regulisala bezbedan rad, i sprećila dalje širenje virusa tokom hitnih i nehirurških intervencija u oftalmologiji U ovim preporukama savetuje se svim oftalmolozima da odmah prestanu sa pružanjem bilo kakavih usluga, osim u slučajevima kada je neophodna hitna intervencija i/ili hitno lečenje organa vida.

## Preduslovi
Ova preporuka proistekla je iz nekoliko izveštaja, koji navode da kovid 19 može uzrokovati kouktivitis koji se prenosi kontaktom sa aerosolom (suzama) sa kouktivom.
Kako su pacijenti sa znacima kouktivitisa često prisutni u očnim klinikama ili hitnim odeljenjima, oftalmolozi bi mogli biti prvi kliničari koji će pregledati pacijente koji je inficiran kovidom 19, i time među najugroženijim lekarima kovidom 19.

## Peporuke
U skladu sa ovim preporukama, pre pregleda, oftalmolozi bi trebalo da pitaju pacijente imaju li temperaturu ili respiratorne simptome, kao da li su oni ili članovi njihovih porodica  putovali u posljednjih 14 dana u područje visokog rizika.
Tokom pregleda oftalmolozi moraju neprestano sprovoditi potrebne mera zaštit, posebno tokom lečenja pacijentima koji mogu imati kovid 19, a koje uključuju:
- nošenje štitnika za usta, nos i oči tokom pregleda,
- obavljanje pregled uz pomoću prozirnih pregrada, ili komercijalno dostupnih barijera s prorezima ili štitnicima za disanje, na što većem odstojanju od pacijenta,
- primenu proreznih svjetiljki uz nošenja štitnika za lice od kapljica,[а]
- dezinfekuju svu opremu koju se koristili za zaštitu od širenja virusnih patogena u ordinaciji.
- koriste tonometre za jednokratnu upotrebu prilikom provere intraokularnog pritiska, jer je virus pronađen u suzama nekih pacijenata koji imaju kouktivitis.
- da o dodatnm smanjenju rizika od prenošenja virusa, obavestiti svoje pacijente da će govoriti što je manje moguće tokom pregleda, oftalmoskopom, i zatražiti da se pacijent također suzdrži od razgovora.
- da drže čekaonicu što je moguže praznijom, i daju savat pacijentima koji čekaju na pregled da drže međusobni razmak od najmanje jednog metra.

Ako pacijent s poznatom infekcijom Kovida-19 treba hitnu oftalmološku negu, treba ga hitno poslati u bolnicu ili centar opremljen za suočavanje sa kovidom 19 i lečenje hitnih stanja oka, idealno u bolnici koja poseduje sitem kontrole bolničke infekcije.

## Napomene
1. ↑  Neki proizvođači svjetiljki s prorezima, poput Zeiss-a, nude kliničarima  besplatna zaštitna sredstva za oftalmologe na svojim mrežama.

## Spoljašnje veze
|  | Molimo Vas, obratite pažnju na važno upozorenje u vezi sa temama iz oblasti medicine (zdravlja). |